# Erik Dahlbergh
Erik Dahlbergh (10. oktober 1625 i Stockholm – 16. januar 1703 i Stockholm) var en svensk greve, militærmand, arkitekt og embedsmand. I 1677 blev han krigsråd, i perioden 1687-1693 var han landshövding i Jönköping, i 1693 blev han udnævnt til feltmarskal og var samme år generalguvernør i Bremen og Verden, og fra 1696 til 1702 var han generalguvernør i Livland. Før sin adling i 1660, hed han Erik Jönsson. Hans navn staves også Eric hhv. Dahlberg. 
Dahlbergh planlagde og redigerede det topografisk plancheværk med kobberstik over stormagtstidens Sverige, Suecia antiqua et hodierna (latin for "Det fortidige og nuværende Sverige"). Mange af kobberstikkene er baseret på Dahlberghs egne tegninger.
I sin militære karriere havde Dahlbergh, som adjudantgeneral og ingeniørrådgiver for kong Karl X Gustav, en stor andel i den svenske hærs krydsning af blandt andre det frosne Storebælt. Ved Københavns belejring (1658-1660) og belejringen af Kronborg ledede Dahlbergh ingeniørtropperne under den anden Karl Gustav-krig.